# Nasir Bagh
Nasir Bagh (Urdu: ناصر باغ) was een vluchtelingenkamp voor Afghaanse vluchtelingen en lag ongeveer 15 kilometer ten westen van het Pakistaanse Pesjawar aan de Nasir Bagh Road in het district Pesjawar, in Khyber-Pakhtunkhwa.
Het kamp werd in 1980 ingericht voor diegenen die vluchtten voor de Afghaans-Russische Oorlog en besloeg een oppervlakte van zo’n 800 hectare, waarop zo’n 100.000 mensen gehuisvest konden worden.
Grotere bekendheid verwierf Nasir Bagh doordat de fotograaf Steve McCurry hier de wereldberoemde National Geographic-coverfoto schoot van de ca. twaalf jaar oude Sharbat Gula.
In 2001 drongen de Pakistaanse regering en het Hoog Commissariaat voor de Vluchtelingen (UNHCR) aan op de sluiting van het kamp vanwege stedelijke uitbreidingsplannen, waarbij het aan de resterende vluchtelingen was om of terug te keren naar het Afghanistan, of om naar Shamshatoo te verhuizen, een nabijgelegen vluchtelingenkamp. Op 21 mei 2002 werd Nasir Bagh door de UNHCR gesloten.